# Брянск-Ремонтный
Брянск-Ремо́нтный — остановочный пункт Московской железной дороги в Володарском районе г. Брянска.
Расположен на главном электрифицированном ходу Брянск-Орловский — Брянск-Льговский, в ненаселённой зоне, вблизи вагонного депо пригородного подвижного состава «Брянск-Орловский», с другой стороны примыкает к дачному массиву.
Пассажиропоток практически отсутствует, используется в основном железнодорожниками, обслуживающими вагонное депо. Представляет собой 2 бетонные платформы по обе стороны от путей, над платформой, расположенной по направлению к станции Брянск-Льговский, имеется металлический навес для защиты пассажиров от непогоды.
На о.п. останавливаются электропоезда и дизель-поезда суземского, комаричского и новозыбковского направлений, всего 10-15 пар в день. Часть пригородных поездов проследует о.п. без остановки.

## История
Станция Брянск-Полесский (конечная Полесской (Гомель-Брянской) железной дороги) была основана в 1887 году. При ней возник жилой посёлок, называемый также Полесским, который довольно быстро сросся с Привокзальной слободой; естественной границей между ними служил ручей Змеинец.
После национализации железных дорог, в 1920-е годы основной пассажиропоток был перенесён на станцию Брянск-Пассажирский (ныне Брянск-Орловский), и в существовании отдельной станции Брянск-Полесский более не было необходимости. Её сооружения были перепрофилированы под ремонтно-технические нужды Брянского железнодорожного узла.
Остановочный пункт был открыт заново в 1957 году, под названием «платформа Деповская» (под этим устаревшим названием она до сих пор фигурирует на некоторых топографических картах). С 1960-х годов носит наименование «Брянск-Ремонтный».